# 里亞格
里亞格是黎巴嫩的城鎮，由貝卡省負責管轄，位於該國東部，毗鄰與首府扎赫勒，海拔高度928米，鎮上有軍用機場，人口約16,000，居民主要信奉天主教。
33°51′04″N 35°59′17″E / 33.851°N 35.988°E